# Bronislava Borovičková
Bronislava Borovičková (Šaľa, 21 febbraio 1980) è un'ex cestista slovacca.

## Carriera
Con la Slovacchia ha disputato tre edizioni dei Campionati europei (2001, 2003, 2009).